# 加維諾西
47°39′38″N 29°17′46″E / 47.66056°N 29.29611°E
哈維諾西（烏克蘭語：Гавиноси）是位於烏克蘭西南部的村莊，由敖德萨州波季利斯克区的奧克尼市鎮負責管轄。該村始建於1840年，面積2.28平方公里，海拔高度137米，2001年人口788，人口密度每平方公里345.61人。